# 王露 (康熙進士)
王露，字天波，号戒三，河南柘城人。清朝翰林，探花及第。
康熙三十九年（1700年）庚辰科進士一甲第三名，授翰林院編修。后事不詳。